# Lukovnjak
Lukovnjak je otočić u Jadranskom moru, oko 4 km zapadno od Primoštena. Približno je kružnog oblika, do 250m u promjeru.
Površina otoka je 30.297 m2, duljina obalne crte 640 m, a visina 22 metra.

## Vanjske poveznice
|  | Zajednički poslužitelj ima još gradiva o temi Lukovnjak |